# Panasanfilm
Panasanfilm, svenskt filmbolag.

## Filmproduktioner
- Skuggan
- Sug
- Farväl
- Tre Syskon
- Drömmar
- Den Sjätte Timmen
- Skönheten
- Uteliggarn